# Смит, Макензи
Макензи Брук Смит (англ. Mackenzie Brooke Smith; род. 6 февраля 2001) — американская актриса-подросток, наиболее известная своей эпизодической ролью Саванны, дочери Кэтрин Уивер в телесериале «Терминатор: Битва за будущее». Также снялась в рождественском кинофильме «Четыре Рождества» вместе с Риз Уизерспун и Винсом Воном. Ещё актрису можно увидеть в телесериалах «Отчаянные домохозяйки», «Долго и счастливо», «Мёртвые до востребования» и «Бывает и хуже».

## Карьера
Наиболее известной ролью актрисы является роль Саванны, дочери Кэтрин Уивер и Лакхэм Уивер в телесериале «Терминатор: Битва за будущее». Также Макензи можно увидеть в фильме «Пассажир» в роли Клэр Карри. Имела небольшую роль в фильме «Путь к алтарю», в котором сыграла девочку, баловавшуюся в парикмахерской с макияжем вместе со своей сестрой. Снялась в эпизодической роли в телесериале «Мёртвые до востребования», в котором сыграла роль Лили Чарльз в эпизоде «Kerplunk». В 2010 году снялась в двух эпизодах сериала «Отчаянные домохозяйки» в роли Рэйчел Миллер. Исполнила роль молодой девушки Меган в телесериале «Бывает и хуже».

## Избранная фильмография

### Фильмы
| Год  | Название                    | Роль                   | Примечания          |
| ---- | --------------------------- | ---------------------- | ------------------- |
| 2007 | Hott 4 Hill                 | Ребёнок                | Короткометражка     |
| 2007 | Сокровище нации: Книга тайн | Маленькая девочка      | в титрах не указана |
| 2008 | Пуберт                      | Анна                   | Короткометражка     |
| 2008 | Четыре Рождества            | Ребёнок#13 на скакалке |                     |
| 2009 | Пассажир                    | Клэр Карри             | Короткометражка     |
| 2009 | Поворот                     | Грейси Логан           | Короткометражка     |
| 2009 | Дорога к алтарю             | Брук                   |                     |
| 2009 | Обед                        | Эмили                  | Короткометражка     |
| 2010 | Рост                        | Гвен Андерсон          |                     |
| 2011 | Боже, благослови Америку    | Ава                    |                     |
| 2011 | Тасование                   | Косички                |                     |
| 2011 | В поисках надежды           | Элла                   | Короткометражка     |
| 2014 | Уинтер Роуз                 | Молодая Уинтер Роуз    |                     |
| 2015 | Теодора                     | Теодора                | Короткометражка     |
| 2015 | Семья Фэнг                  | Молодая Энни Фэнг      |                     |

### Телевидение
| Год       | Название                                          | Роль                          | Примечания                      |
| --------- | ------------------------------------------------- | ----------------------------- | ------------------------------- |
| 2008      | Долго и счастливо                                 | Ребёнок #3                    | Эпизод: «Raisinette in the Sun» |
| 2008-2009 | Терминатор: Битва за будущее                      | Саванна Уивер                 | 7 эпизодов                      |
| 2009      | Мёртвые до востребования                          | Молодая Лили Чарльз           | Эпизод: «Kerplunk»              |
| 2009-2011 | Фреш Бит Бэнд                                     | Молодая Марина                | Эпизод                          |
| 2009—2012 | Отчаянные домохозяйки                             | Рейчел Миллер / Бри в детстве | 3 эпизода                       |
| 2010-2016 | Бывает и хуже                                     | Меган                         | 4 эпизода                       |
| 2010      | 100 вопросов                                      | Таша                          | Эпизод: «Вы романтик?»          |
| 2010      | Мыслить как преступник                            | Кейра                         | Эпизод: «Размышления желаний»   |
| 2011      | Безумная любовь                                   | Молодая Конни                 | Эпизод: «Кейт Гэтсби»           |
| 2012      | Виктория-победительница                           | Рода Хеллберг                 | Эпизод: «Robbie Sells Rex»      |
| 2012      | Подстава                                          | Играет саму себя              | 2 выпуска                       |
| 2012      | Смертельные сказки                                | Анна                          | Эпизод: «Секреты мертвецов»     |
| 2015-2016 | 100 вещей, что нужно сделать перед старшей школой | Марта Сэйнт Рейнольдс         | 3 эпизода                       |
| 2016      | Супергёрл                                         | Школьница #1                  | Эпизод: «Охотник»               |

### Музыкальное видео
| Год  | Название | Исполнитель | Роль | Примечания |
| ---- | -------- | ----------- | ---- | ---------- |
| 2016 | Kept     | Stolen Jars |      |            |

## Награды
| награды | награды   | награды       | награды                                                    | награды                      |
| Год     | Результат | Премия        | Номинация                                                  | Номинированная работа        |
| ------- | --------- | ------------- | ---------------------------------------------------------- | ---------------------------- |
| 2009    | Номинация | Молодой актёр | Лучшая молодая актриса второстепенного плана в телесериале | Терминатор: Битва за будущее |